# Jeroom en Benzamien
Jeroom en Benzamien is een Vlaamse televisieserie, uitgezonden tussen 1965 en 1966 (6 afleveringen), geregisseerd door Maurits Balfoort, naar het gelijknamige boek van Ernest Claes uit 1947. De hoofdrollen van de personages Jeroom en Benzamien werden respectievelijk vertolkt door Robert Marcel en Luc Philips.

## Ontstaan
De televisieserie Jeroom en Benzamien was een verfilming van de gelijknamige roman van Ernest Claes uit 1947. Al van in 1961 was er sprake om het boek te verfilmen, maar het project werd door de BRT pas in 1965 opgezet in afwachting van de langverwachte verfilming van Claes' bekendere werk De Witte. Na het succes van de televisieseries Schipper naast Mathilde en De kat op de koord wilde de BRT namelijk een televisieversie maken van De Witte. Dit plan liep echter meerdere malen vast, onder andere door auteursrechtelijke problemen bij een internationale coproductie en de technische uitdagingen van nasynchronisatie. Het duurde uiteindelijk tot 1969 voordat de BRT De Witte als televisiereeks kon realiseren onder de titel Wij, Heren van Zichem.
Om deze vertraging te overbruggen, koos de BRT ervoor om een minder bekend werk van Claes, Jeroom en Benzamien, te verfilmen. Scenarist Corneel J. Staes bewerkte de roman tot een televisiescenario en werkte daarbij nauw samen met de auteur. De regie werd verzorgd door Maurits Balfoort, wiens intentie er in lag om een soort "tijdsdocument" te creëren van de periode 1913-1922. De opnames gingen van start in mei 1965 en namen de hele zomer in beslag. De scenes in het fictieve café uit de reeks Chez la veuve de Proske werden opgenomen in een bestaand café in Jette. In de serie kreeg ook Ernest Claes een rol, die van de verteller.
De reeks liep van 11 november 1965 tot en met 3 februari 1966, met afleveringen die tweewekelijks op donderdagavond verschenen, met uitzondering van de Kerstperiode tussen aflevering 3 en 4. Het uitzenduur vond plaats omstreeks 20u25. Terwijl de reeks live op televisie verscheen, vonden er wekelijkse heruitzendingen van de afleveringen plaats. De reeks kreeg destijds de labels van "familiefeuilleton" en "voor alle leeftijden".
In deze novelle gaat het niet zozeer om het verhaal, dan wel om de tekening van types, terwijl ook de dialoog, die slaat op toestanden van voor de Eerste Wereldoorlog, een curieus element is.

## Ontvangst
Jeroom en Benzamien werd goed ontvangen door het Vlaamse kijkerspubliek. Ook de krant De Standaard publiceerde tijdens de uitzending van de reeks positieve recensies. Er is niet de minste twijfel meer, de Antwerpse beenhouwer en de Brusselse charcutier hebben Vlaanderen veroverd, aldus de krant. Willy Courteaux, criticus bij het televisieweekblad Humo, schreef daarentegen een uiterst negatief stuk over de eerste aflevering. Ook filmrecensent Jo Röpcke schreef slechte commentaren over de reeks, en vond het televisieoptreden van Ernest Claes in zijn rol van verteller bedenkelijk. Regisseur Maurits Balfoort beet van zich af in zijn lezersbrief in Humo van 2 december 1965, en stelde dat hij het slachtoffer was geworden van een "gecoördineerde campagne" uit het televisiemilieu.
Ondanks de scherpe commentaren van critici bleek Jeroom en Benzamien uiterst populair te zijn bij televisiekijkers in Vlaanderen. Lezers van het televisieweekblad Humo verkozen de reeks tot beste programma van 1966, waardoor het blad ironisch genoeg De Prijs van de Kijker aan Maurits Balfoort moest toekennen.

### Nalatenschap
Veel acteurs uit Jeroom en Benzamien, zoals Luc Philips, Robert Marcel en Dora van der Groen, speelden later ook in Wij, Heren van Zichem. Daarnaast werkten regisseur Maurits Balfoort, scenarist Corneel J. Staes en programmamaker Nand Denolf opnieuw samen aan deze latere productie.

## Verhaal
De begintitel van de reeks luidt: "De lotgevallen van een Brusselsese spekslager en een Antwerpse beenhouwer, beiden destijds gevestigd te St. Jans-Molenbeek".
In 1914 besluiten beenhouwer Benzamien Van Snick (Luc Philips) en charcutier Jeroom Meulepas (Robert Marcel), vanwege het uitbreken van de Eerste Wereldoorlog, hun laatste dagen door te brengen in rusthuis St. Joseph. De twee vrienden krijgen echter te maken met spanningen als ze beiden verliefd worden op cafébazin Floranske (Dora van der Groen). Om de liefde van Floranske te winnen, besluiten ze een "Pietjesbak"-wedstrijd te houden met haar als inzet.

## Afleveringen
Onderstaande afleveringbeschrijvingen zijn afkomstig uit de krant De Standaard, zoals gepubliceerd op hun respectievelijke uitzenddatum.
| Nr. | Titel                                               | Uitzenddatum               |  |
| --- | --------------------------------------------------- | -------------------------- |  |
| 1 | Aflevering 1                                        | Donderdag 11 november 1965 |  |
| In de eerste episode leren we de twee helden kennen: Jeroom, de Brusselse “charcutier” en Benzamien, de dito beenhouwer. Beiden hebben een hobby: de eerste zingt, de tweede draagt voor. Hun welstand is hen naar het hoofd gestegen. Benzamien kan bijvoorbeeld niet toestaan dat zijn dochter met een “koereur” vrijt. |                                                     |                            |  |
| 2 | Aflevering 2                                        | Donderdag 25 november 1965 |  |
| In de tweede episode zien we hoe Margrietje, Benzamiens dochter, haar slag thuishaalt en met haar Joske trouwt. Vervolgens: trouwfeest en verzoening, de oorlog 1914-18, het optrekken van Joske, het rijkworden van Jeroom en Benzamien, het overlijden van mevrouw Meulepas, de verwijdering tussen de twee vrienden en de behouden terugkomst van Joske, na de wapenstilstand. |                                                     |                            |  |
| 3 | Aflevering 3                                        | Donderdag 9 december 1965  |  |
| Derde aflevering van dit verhaal. Na de terugkeer van Joske worden Jeroom en Benzamien weer goede vrienden. Maar ze worden ook een dagje ouder. Zouden ze niet beter met rust gaan en de winkel sluiten ..? |                                                     |                            |  |
| 4 | Aflevering 4: "Om de gunst van Mère Supérieure ..." | Donderdag 6 januari 1966   |  |
| In deze vierde aflevering krijgen de renteniersplannen van Jeroom en Benzamien vaste vorm. Na lang zoeken naar een appartement, belanden ze in het deftige Home St. Joseph, hen welbekend omdat ze er altijd vlees hebben geleverd. Ze voelen zich nu opgenomen in de “grande monde” en oefenen zich flink in de Franse taal. Ze pogen voor iedereen te verbergen wie ze zijn en dingen beiden naar de gunst van Mère Supérieure ...                                                                               |                                                     |                            |  |
| 5 | Aflevering 5: "Feest bij Mère Supérieure…"          | Donderdag 20 januari 1966  |  |
| In de vijfde aflevering stijgt het geluk van de twee helden ten top. Om hun milde bijdragen voor een groot feest, ter ere van Mère Supérieure, mogen Jeroom en Benzamien dit feest opluisteren met zang en voordracht, in de beide landstalen. Deze dagen zijn voor hen één glorierijke zomer ... |                                                     |                            |  |
| 6 | Aflevering 6: "Afscheid..."                         | Donderdag 3 februari 1966  |  |
| Laatste aflevering van dit vervolgverhaal. Na de glorierijke zomer keert het tij: de winter stapelt eindeloze uren van verveling op elkaar. Op een wandeling ontdekt Jeroom het cafeetje van Floranske “Chez la veuve de Proske”. De vrienden voelen zich verplicht Floranske, de weduwe van hun vroegere vriend Proske, hun penning te gunnen. Spoedig staan beiden vol bewondering voor het vrouwtje. Op een late zomeravond hakken ze de knoop door. Een partijtje pitjesbak zal over de toekomst beslissen ... |                                                     |                            |  |

## Rolverdeling
| Acteur                | Personage              |
| --------------------- | ---------------------- |
| Robert Marcel         | Jeroom                 |
| Luc Philips           | Benzamien              |
| Dora van der Groen    | Floranske              |
| Ernest Claes          | verteller              |
| Eddy Asselbergs       | Joske                  |
| Bob Bernaerd          | Peer                   |
| François Bernard      | schepen                |
| Wilfriede Bruienne    | bruid Rosseels         |
| Nelly Corbusier       | madame la Baronne      |
| Jo Crab               | Amelie                 |
| Julienne De Bruyn     | Liza                   |
| Marc Decorte          | René Servaes           |
| Dolf Denis            | Lambeau                |
| Martha Dewachter      | Victorine              |
| Omer Ducarme          | député                 |
| Germaine Duclos       | weduwe                 |
| Cary Fontyn           | Wieske                 |
| Nady Hiroux           | Adrienne               |
| Meny Houthuys         | oud vrouwtje           |
| Frans Leemans         | commissaris            |
| Marc Leemans          | Arthur                 |
| Greta Lens            | madame Hollebeck       |
| Vic Moeremans         | Rosseels               |
| Ivo Pauwels           | slagersjongen          |
| Jan Reussens          | Stafke                 |
| Annick Rosbach        | Jeannine               |
| Irène S'Jongers       | madame Servaes         |
| Jeanine Schevernels   | zuster Alponsine       |
| Jenny Tanghe          | Mère Superieure        |
| Louise van den Durpel | moeder Rijckoort       |
| Bob Van der Veken     | Jean Rosseels          |
| Cyriel Van Gent       | Jeroom van der Weyde   |
| Jos Van Heurck        | Duveltje               |
| Lucien Van Hove       | voorzitter van de jury |
| Johan Vanderbracht    | pastoor                |
| Georges Vandéric      | Duvernois              |
| Ray Verhaeghe         | Proske                 |
| Bernard Verheyden     | slagersjongen          |
| Mieke Verheyden       | Margrietje             |
| Irène Vernal          | Mère Supérieure        |
| Lily Vernon           | zuster portierster     |
| Denise Volny          | madame Bruneel         |
| Celine Weenen         | dove dame              |
| Frits Willems         | minister               |

## Trivia
- Zowel het oorspronkelijke boek van Ernest Claes als de televisiereeks van Maurits Balfoort van Jeroom en Benzamien vormde de inspiratie voor gelijknamige theaterstukken van tal van Vlaamse amateurtheaters.
- De scenes in het fictieve café uit de reeks Chez la veuve de Proske werden opgenomen in een bestaand café in Jette.
- In de laatste aflevering zingt Jeroom (Robert Marcel) het lied Onze-Lieve-Vrouw van Vlaanderen van componist Lodewijk de Vocht.
- Lezers van het televisieweekblad Humo verkozen de reeks tot beste programma van 1966.